# Аскаров, Мирходжи Аскарович
Мирходжи (Мирхожи) Аскарович Аскаров (30 апреля 1931 — 18 декабря 2020) — узбекский учёный в области химии высокомолекулярных соединений, академик АН Узбекистана.

## Биография
Родился 30 апреля 1931 в Ташкенте, там же учился в школе № 41.
Окончил Московский технологический институт лёгкой промышленности (1953) и аспирантуру Московского химико-технологического института (1956, научный руководитель Иван Платонович Лосев). В 1957 г. защитил кандидатскую диссертацию на тему: «Синтез и исследование арилалифатических полиамидов».
С 1957 г. старший преподаватель кафедры органической химии Ташкентского политехнического института. В 1959 г. перешёл в только что организованный Институт химии полимеров АН УзССР, там в должности заведующего лабораторией занимался исследованиями в области синтеза новых мономеров и полимеров виниловых соединений на базе природного газа. С 1962 года — директор института. Вскоре после назначения прошёл годичную стажировку в Манчестерском университете под руководством профессора Джефри Джи. В 1967 г. защитил докторскую диссертацию на тему: «Синтез и исследования свойств сополимеров акриловых мономеров и прививка их к целлюлозе».
С 1972 по 1982 г. директор Института химии АН УзССР.
В дальнейшем работал заведующим кафедрой химии высокомолекулярных соединений (1983—1988) и профессором той же кафедры Ташкентского института текстильной и легкой промышленности.
Директор Института химии полимеров и физики АН РУз (1988—1993), заведующий отделом (с 1993).
Доктор химических наук (1967), профессор (1968). Докторская диссертация:
- Синтез и исследование полимеров и сополимеров эфиров акриловой, метакриловой и итаконовой кислот : диссертация … доктора химических наук : 02.00.00. — Ташкент, 1966. — 313 с. : ил.

Под его руководством защитились 90 кандидатов и 15 докторов наук. Опубликовал один и в соавторстве свыше 700 статей в научных журналах, получил свыше 100 авторских свидетельств и патентов на изобретения.
Автор книг, в том числе:
- Полимерные материалы [Текст]. — Ташкент : Госиздат УзССР, 1959. — 72 с., 2 л. ил. : ил.; 20 см.
- Синтез ионогенных полимеров [Текст]. — Ташкент : Фан, 1978. — 159 с. : граф.; 22 см.
- Синтез и полимеризация итаконатов [Текст]. — Ташкент : Фан, 1979. — 189 с. : граф.; 22 см.
- Древняя, вечно молодая химия / М. Аскаров. — Ташкент : Фан, 1990. — 94,[2] с.; 20 см; ISBN 5-648-00920-8 :
- Будущее химии Узбекистана [Текст] / М. А. Аскаров. — Ташкент : Фан, 1985. — 238 с.; 20 см.
- Химия полимеров : [Учебник для вузов] / М. Аскаров, Б. Айходжаев, А. Аловиддинов. — Ташкент : Укитувчи, 1981. — 473 с. : ил.; 22 см.
- Химическая стабилизация полимеров [Текст] / М. А. Аскаров, А. С. Банк ; АН УзССР. Ин-т химии. — Ташкент : Фан, 1974. — 143 с. : граф.; 21 см.
- Полимеризация аминоалкилакрилатов [Текст] / М. А. Аскаров, Н. А. Мухитдинова, А. Назаров ; АН УзССР, Ин-т химии. — Ташкент : Фан, 1977. — 176 с. : граф.; 22 см.
- Ионогенные полимеры : (Синтез и исслед. химически активных высокомолекуляр. соединений). [Сб. ст.] / АН УзССР, Ин-т химии; Отв. ред. М. А. Аскаров. — Ташкент : Фан, 1986. — 119 с. : граф.; 21 см.
- Синтез высокомолекулярных соединений [Текст] : [Сборник статей] / [Отв. ред. д-р хим. наук М. А. Аскаров] ; АН УзССР. Ин-т химии. — Ташкент : Фан, 1972. — 131 с. : ил.; 21 см.
- Регулирование процесса радикальной полимеризации [Текст] / М. А. Аскаров, С. Ш. Рашидова, А. Т. Джалилов, С. Н. Трубицына ; АН УзССР, Ин-т химии. — Ташкент : Фан, 1975. — 235 с. : граф.; 22 см.

Академик АН Узбекистана (2000).
Умер 18 декабря 2020 года.